# Estádio József Bozsik
O Estádio József Bozsik (em inglês: Bozsik Stadion) esta localizado na cidade de Budapeste, na Hungria. É a casa do clube de futebol Honvéd.
Inaugurado em 12 de Fevereiro de 1939 com 15.000 lugares, foi construído próximo a um cemitério. O estádio foi parcialmente destruído com a Segunda Guerra Mundial e reconstruído após o conflito.
Em 1967 o sistema de iluminação foi inaugurado e a capacidade foi ampliada para 25.000 torcedores. Em 1986 o estádio foi reformado e batizado com o nome do jogador József Bozsik.

## Links
- Fotos do estádio no magyarfutball.hu
- Estádio no Google Maps